# CLSPN
Claspin là protein ở người được mã hóa bởi gen CLSPN.

## Chức năng
Claspin chi Xenopus là một chất điều hòa ngược dòng thiết yếu của điểm kiểm soát kinase 1 và là chất kích hoạt khoảng nghỉ cho điểm kiểm soát trong chu kỳ tế bào khi có mặt các khuôn DNA trong chiết xuất của trứng Xenopus. Gen con người khả năng là homolog (trình tự DNA cùng tổ tiên) với claspin Xenopus, nhưng chức năng của gen vẫn chưa thể xác định.

## Tương tác
CLSPN có khả năng tương tác với:
- BRCA1,[5]
- CDC45,[6]
- CHEK1,[3]
- POLE,[6]
- RAD17,[6] và
- USP7.[7]